# Lorenzo Donati
Lorenzo Donati (Arezzo, 8 maggio 1972) è un direttore di coro e compositore italiano.
Ha diretto l'Insieme vocale Vox Cordis e il Coro Giovanile Italiano. Nel 2016 è il primo direttore italiano a vincere il Gran premio europeo di canto corale con la formazione UT insieme vocale-consonante.

## Biografia
Ha studiato al Liceo Musicale di Arezzo e presso il Conservatorio Luigi Cherubini di Firenze, diplomandosi in violino e composizione. Ha quindi frequentato vari corsi di perfezionamento per approdare al corso triennale di direzione corale organizzato dalla Fondazione "Guido d'Arezzo" di Arezzo e successivamente al Master di Perfezionamento della stessa Fondazione Guido d'Arezzo. Ha studiato composizione per film con Ennio Morricone e vari seminari di composizione con Luciano Berio, Azio Corghi e Salvatore Sciarrino presso l'Accademia Chigiana di Siena.
Negli anni 1995-2007 riceve vari premi in concorsi di composizione per musica corale, tra cui un primo premio al XXVI Concorso Internazionale di Composizione "Guido di Arezzo" di Arezzo (1999) e al Concorso Internazionale "Carlo Gesualdo e l'Irpinia" di Avellino (2003).
È fondatore e direttore stabile dell'Insieme vocale Vox Cordis, con cui partecipa a vari concorsi, vincendo in particolare il primo premio al Concorso corale nazionale di Vittorio Veneto nel 2003, il 2º premio e premio del pubblico - categoria a voci pari al Concorso internazionale "Florilège Vocal" di Tours nel 2013, il 1º premio al Concorso Internazionale di Cantonigròs e il 2º e 3º premio al Festival Corale Internazionale di Montreux (2010 e 2013).
Tra il 1996 e il 2006 ha fondato e diretto l'Hesperimenta Vocal Ensemble, quartetto solistico con cui ha registrato dischi di musica antica e vinto i concorsi di Vittorio Veneto, Arezzo, Zagarolo, Marano Vicentino e premiato ai concorsi di Gorizia e Lugano.
Tra il 2011 e il 2014 dirige assieme a Dario Tabbia il Coro Giovanile Italiano, con cui vince il primo premio al concorso Florilège Vocal de Tours nel 2014.
Collabora con numerose istituzioni nazionali e internazionali come l'Associazione dei Cori delle Toscana, il Centro Studi Musicali F. Busoni di Empoli, FENIARCO, Fondazione Guido d'Arezzo. Tiene corsi sulla musica corale e di composizione in Italia e all'estero (Cina, Francia, Georgia, Giappone, Indonesia, Russia,) e per importanti scuole di direzione (Accademia Corale Italiana, Fondazione Guido d'Arezzo). Dal 2008 è direttore artistico del festival Incontro Internazionale Polifonico Città di Fano.
Attualmente insegna direzione di coro presso il Conservatorio di Venezia B. Marcello.
Dirige la formazione UT insieme vocale-consonante con cui vinse il Gran premio europeo di canto corale nel 2016.